# Rúben Amorim
Rúben Filipe Marques Amorim (Lisboa, Portugal, 27 de enero de 1985) es un exfutbolista y entrenador portugués que jugaba como mediocentro. Actualmente es entrenador del Manchester United de la Premier League.

## Trayectoria
Pasó la mayor parte de su carrera profesional con C. F. Os Belenenses y S. L. Benfica. Firmó con este último en 2008 y ganó diez títulos importantes, incluidos tres campeonatos de la Primeira Liga. A lo largo de 12 temporadas, acumuló totales en la competencia de 221 partidos y 13 goles.
Amorim representó a la selección de fútbol de Portugal en dos Copa Mundial de la FIFA, disputando un total de 14 partidos internacionales. Después de retirarse, trabajó como entrenador, ganando títulos consecutivos de Taça da Liga para el S. C. Braga y el Sporting C. P., así como la Primeira Liga con este último club.

## Carrera como entrenador

### Primeros años
Poco después de retirarse, Amorim se unió a la Lisbon Football Association para obtener una licencia de entrenador. Además, asistió a un curso de posgrado en educación psicomotriz.
Amorim comenzó a trabajar como entrenador en 2018–19, con el equipo de tercera división Casa Pia. En enero de 2019, al equipo se le restaron seis puntos y Amorim fue suspendido de toda actividad durante un año después de dar instrucciones durante un partido sin tener el nivel de entrenamiento requerido para hacerlo; aunque las sanciones fueron suspendidas poco después, presentó su renuncia a raíz de ello.
El 20 de mayo de 2019, Amorim acordó inicialmente regresar al Benfica como entrenador del equipo sub-23. Sin embargo, al mes siguiente, después de una reunión en el club, rechazó esa posibilidad.

### Braga
En septiembre de 2019, Amorim fue nombrado en el equipo reserva del Braga en la tercera división. Tres meses después, reemplazó al destituido Ricardo Sá Pinto al frente del primer equipo con un contrato de dos años y medio, con los Minhotos en octavo lugar en la liga en el momento de su nombramiento.En su primer partido al mando el 4 de enero, llevó al equipo a una aplastante victoria a domicilio por 7-1 ante Belenenses SAD, y tres semanas después ganó la final de la copa de la liga doméstica contra el Porto con un gol de último minuto de Ricardo Horta. En la Primeira Liga, el 15 de febrero, Amorim registró la primera victoria del Braga fuera de casa frente al Benfica en 65 años, con João Palhinha anotando el único gol del juego. Perdió su primer punto en la liga después de que el Braga empatara 2–2 en casa contra Gil Vicente. Amorim solo perdió dos juegos con el club, en la ronda de dieciséis de la 2019–20 UEFA Europa League contra el Rangers, 3-2 a domicilio en la ida y 1-0 en la vuelta en casa.

### Sporting CP

#### 2019–20: Temporada de debut
Amorim se convirtió en el entrenador del Sporting CP el 4 de marzo de 2020 tras el despido de Silas, firmando un contrato hasta el 30 de junio de 2023 con una cláusula de rescisión de €20 millones. A pesar de tener solo dos meses de experiencia en la máxima categoría, Sporting pagó €10 millones por sus servicios, la tercera tarifa de transferencia más alta para un entrenador en la historia. En su primer partido a cargo el 8 de marzo, los llevó a una victoria en casa por 2-0 contra Desportivo das Aves. En el resto de los juegos que tomó, Amorim ganó seis y empató tres, pero perdió ante Benfica en el Derby de Lisboa y ante los rivales Porto al final de la temporada, llevando a Sporting a un cuarto puesto y clasificación para la tercera ronda de clasificación de la Europa League. A pesar de su finalización, Amorim logró aportar una identidad reconocible que el club había carecido anteriormente.

#### 2020–21: Primer título de liga del Sporting en 19 años

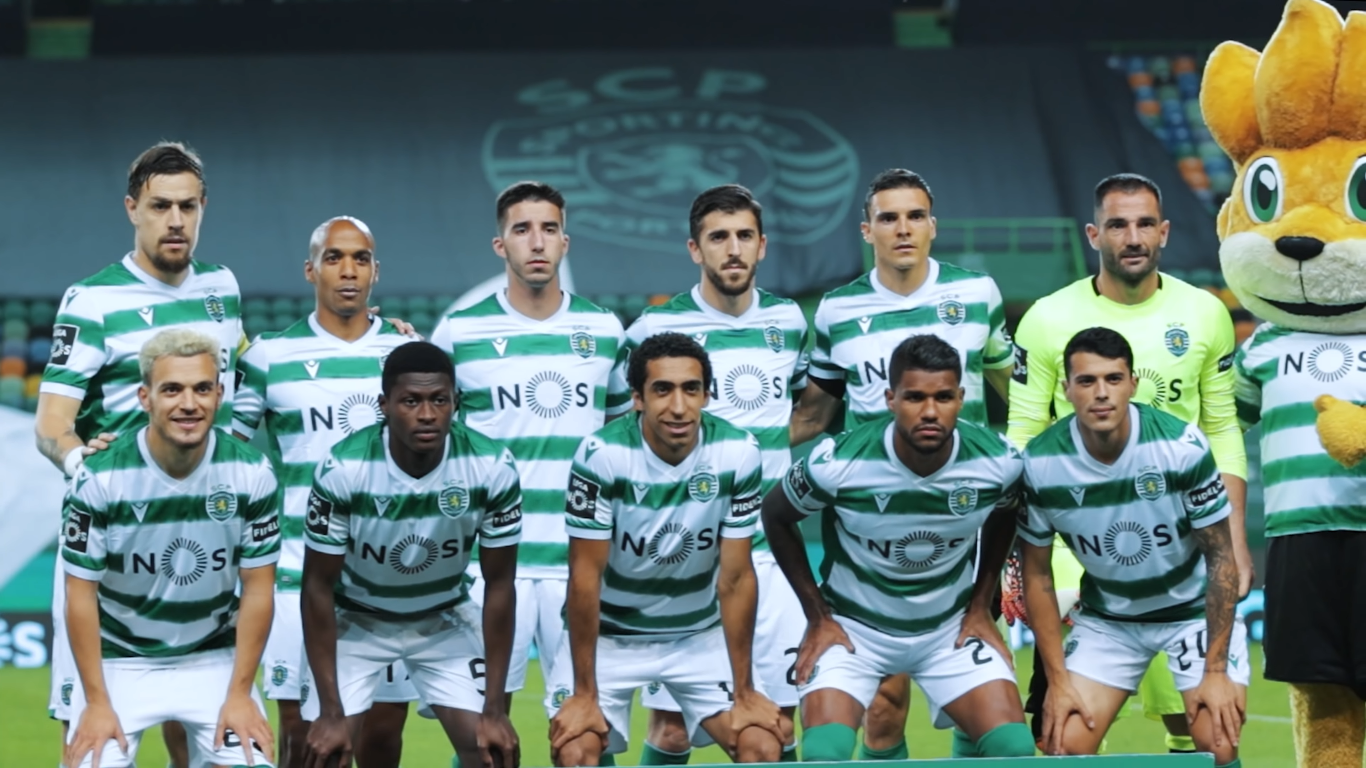
La plantilla del Sporting CP en abril de 2021.

En el mercado de fichajes de verano, Jérémy Mathieu se retiró tras sufrir una lesión en la rodilla durante el entrenamiento, y fue reemplazado por Zouhair Feddal. Rodrigo Battaglia, Miguel Luís, Luciano Vietto, Wendel, y Marcos Acuña se fueron del club. El experimentado portero Antonio Adán fue fichado como el nuevo guardameta titular, y otros fichajes incluyeron a Nuno Santos, Bruno Tabata, Pedro Porro, João Mário y João Palhinha, siendo este último repescado de su cesión en Braga. Al final del período de traspasos, el Sporting fichó a Pedro Gonçalves, quien había impresionado en la temporada anterior en Famalicão. Junto con los nuevos fichajes, Amorim promovió a Daniel Bragança, Gonçalo Inácio, Matheus Nunes, Nuno Mendes y Tiago Tomás al primer equipo.

#### 2021–22: Mejora europea y segundo puesto

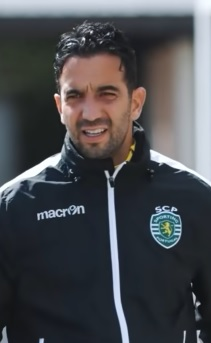
Amorim con el Sporting CP en 2021

En su segunda ventana de traspasos de verano, Amorim identificó las áreas defensivas que requerían mejoras en el equipo, ya que sus opciones eran más limitadas que las de los rivales domésticos del Sporting, lo que llevó a Ricardo Esgaio a regresar al club, y también se ficharon al mediocampista Manuel Ugarte y al defensor Rúben Vinagre. Tras permanecer como suplente de Antonio Adán, Luís Maximiano fue vendido al equipo español de La Liga Granada, lo que a su vez llevó al Sporting a fichar a João Virgínia. Al final de la ventana de traspasos, el lateral izquierdo titular Nuno Mendes fue cedido al Paris Saint-Germain, con Pablo Sarabia yendo en la dirección opuesta.
Amorim comenzó su segunda temporada 2021-22 en el Sporting CP ganando la Supertaça Cândido de Oliveira, el 31 de julio de 2021, en la victoria 2-1 sobre su ex club Braga. Después de perder sus dos primeros juegos en la fase de grupos de la Liga de Campeones, Sporting ganó los siguientes tres partidos, culminando el 24 de noviembre cuando derrotaron al Borussia Dortmund 3-1 en casa en el penúltimo partido, asegurando la clasificación del club a los girone di 16, por primera vez desde la temporada 2008-09. El 28 de noviembre, Amorim se convirtió en el entrenador más rápido en ganar 50 partidos en la Primeira Liga, tras una victoria en casa por 2-0 contra Tondela. El 3 de diciembre, lideró a su equipo a su primera victoria en el Estádio da Luz en seis años, tras una derrota a domicilio por 3-1 contra sus rivales Benfica en el Derby de Lisboa.

#### 2022–23: Decepción en Europa y en el ámbito nacional
La siguiente temporada, Sporting sufrió un decepcionante inicio de campaña, incluyendo un empate 3-3 fuera de casa ante Braga y dos derrotas consecutivas ante Porto (3-0) y Chaves (2-0), ubicándose en la 13.ª posición de la tabla de la liga, tras la salida de los jugadores clave João Palhinha y Matheus Nunes a los clubes de la Premier League Fulham y Wolverhampton Wanderers, respectivamente. Refiriéndose a las salidas de ambos jugadores, Amorim dijo: "Yo, como entrenador, fallé en planificar [el mercado de transferencias de verano]. Lo que tenemos que prestar atención ahora, en este final del mercado, es estar seguros de hacia dónde vamos, y no pensar que tenemos que solucionar ahora todo lo que cambiamos en una planificación de un año".

#### 2023–24: Nuevo título de liga
El 12 de agosto, el equipo abrió su campaña 2023-24 con una victoria de liga por 3-2 en casa ante el Vizela, con el fichaje récord del Sporting, Viktor Gyökeres, anotando dos veces.Durante los meses siguientes, estuvo fuertemente vinculado con la posibilidad de asumir el cargo de entrenador en el Liverpool de la Premier League, luego de la partida del veterano entrenador Jürgen Klopp y cuando el anterior favorito Xabi Alonso anunció públicamente que se quedaría en Bayer Leverkusen en medio del interés.
El 2 de abril de 2024, llevó al equipo a la final de la Copa de Portugal después de empatar 2-2 como visitante contra el Benfica, lo que resultó en una victoria global de 4-3, y aseguró al Sporting una victoria en casa por 2-1 en el tiempo de descuento en la liga cuatro días después, para aumentar su ventaja en la cima de la tabla.El 5 de mayo, el club aseguró matemáticamente su vigésimo título de la Primeira Liga, y el segundo título con Amorim, tras la derrota del Benfica ante el Famalicão.Posteriormente, durante la celebración del título, confirmó que continuaría como entrenador del Sporting para la próxima temporada.En la final de la Copa, el 26 de mayo, sus dirigidos fueron derrotados por el Porto por 2-1.

#### 2024–25: Cambios en la formación
Amorim adoptó un pequeño cambio en sus tácticas para la nueva temporada, con su equipo siendo más dominante en la posesión y con un gran énfasis en la presión alta, en comparación con su enfoque pragmático utilizado en sus temporadas anteriores dirigiendo el club.En su primer partido, el 3 de agosto, el Sporting fue derrotado por el Porto por 4-3 en la Supercopa de Portugal, a pesar de liderar el juego por tres goles.

### Manchester United
El 1 de noviembre de 2024 se anuncia su llegada al Manchester United por las próximas tres temporadas, en reemplazo de Erik ten Hag, asumiendo oficialmente desde el 11 de noviembre.Su primer partido como técnico del equipo inglés tuvo lugar el 24 de noviembre, jugando contra el Ipswich Town en la Premier League. 

## Clubes

### Como jugador
| Club                     | País     | Año       |
| ------------------------ | -------- | --------- |
| C. F. Os Belenenses      | Portugal | 2003-2008 |
| S. L. Benfica            | Portugal | 2008-2017 |
| S. C. Braga (cedido)     | Portugal | 2012-2013 |
| Al-Wakrah S. C. (cedido) | Catar    | 2015-2016 |

### Como entrenador
| Club              | País       | Año           |
| ----------------- | ---------- | ------------- |
| Casa Pia A. C.    | Portugal   | 2018-2019     |
| S. C. Braga "B"   | Portugal   | 2019          |
| S. C. Braga       | Portugal   | 2019-2020     |
| Sporting C. P.    | Portugal   | 2020-2024     |
| Manchester United | Inglaterra | 2024-presente |

## Estadísticas como entrenador
| Equipo                       | Div.                | Temporada           | Liga  | Liga | Liga | Liga | Liga |       | Copa | Copa | Copa | Copa  |    | Internacional | Internacional | Internacional | Internacional | Internacional |   | Otros | Otros | Otros | Otros |    | Totales     | Totales | Totales | Totales | Totales | Totales | Totales | Totales |
| Equipo                       | Div.                | Temporada           | Part. | G    | E    | P    | Pos. | Part. | G    | E    | P    | Part. | G  | E             | P             | Pos.          | Part.         | G             | E | P     | Part. | G     | E     | P  | Rendimiento | GF      | GC      | Dif.    |         |         |         |         |
| ---------------------------- | ------------------- | ------------------- | ----- | ---- | ---- | ---- | ---- | ----- | ---- | ---- | ---- | ----- | -- | ------------- | ------------- | ------------- | ------------- | ------------- | - | ----- | ----- | ----- | ----- | -- | ----------- | ------- | ------- | ------- | ------- | ------- | ------- | ------- |
| Braga "B" Portugal           | 3.ª                 | 2019-20             | 11    | 8    | 2    | 1    | Inc. | -     | -    | -    | -    | -     | -  | -             | -             | -             | -             | -             | - | -     | 11    | 8     | 2     | 1  | 78.79%      | 27      | 7       | +20     |         |         |         |         |
| Braga "B" Portugal           | Total               | Total               | 11    | 8    | 2    | 1    | -    | -     | -    | -    | -    | -     | -  | -             | -             | -             | -             | -             | - | -     | 11    | 8     | 2     | 1  | 78.79%      | 27      | 7       | +20     |         |         |         |         |
| Braga Portugal               | 1.ª                 | 2019-20             | 9     | 8    | 1    | 0    | Inc. | 2     | 2    | 0    | 0    | 2     | 0  | 0             | 2             | 1/16          | -             | -             | - | -     | 13    | 10    | 1     | 2  | 79.48%      | 27      | 13      | +14     |         |         |         |         |
| Braga Portugal               | Total               | Total               | 9     | 8    | 1    | 0    | -    | 2     | 2    | 0    | 0    | 2     | 0  | 0             | 2             | -             | -             | -             | - | -     | 13    | 10    | 1     | 2  | 79.48%      | 27      | 13      | +14     |         |         |         |         |
| Sporting CP Portugal         | 1.ª                 | 2019-20             | 11    | 6    | 3    | 2    | 4.º  | -     | -    | -    | -    | -     | -  | -             | -             | -             | -             | -             | - | -     | 11    | 6     | 3     | 2  | 63.64%      | 14      | 8       | +6      |         |         |         |         |
| Sporting CP Portugal         | 1.ª                 | 2020-21             | 34    | 26   | 7    | 1    | 1.º  | 6     | 5    | 0    | 1    | 2     | 1  | 0             | 1             | 4ªR           | -             | -             | - | -     | 42    | 32    | 7     | 3  | 81.75%      | 82      | 28      | +54     |         |         |         |         |
| Sporting CP Portugal         | 1.ª                 | 2021-22             | 34    | 27   | 4    | 3    | 2.º  | 10    | 8    | 0    | 2    | 8     | 3  | 1             | 4             | 1/8           | 1             | 1             | 0 | 0     | 53    | 39    | 5     | 9  | 76.72%      | 109     | 49      | +60     |         |         |         |         |
| Sporting CP Portugal         | 1.ª                 | 2022-23             | 34    | 23   | 5    | 6    | 4.º  | 7     | 5    | 0    | 2    | 12    | 3  | 5             | 4             | 1/4           | -             | -             | - | -     | 53    | 31    | 10    | 12 | 64.78%      | 108     | 51      | +57     |         |         |         |         |
| Sporting CP Portugal         | 1.ª                 | 2023-24             | 34    | 29   | 3    | 2    | 1.º  | 10    | 7    | 1    | 2    | 10    | 4  | 4             | 2             | 1/8           | -             | -             | - | -     | 54    | 40    | 8     | 6  | 79.01%      | 141     | 50      | +91     |         |         |         |         |
| Sporting CP Portugal         | 1.ª                 | 2024-25             | 11    | 11   | 0    | 0    | Inc. | 2     | 2    | 0    | 0    | 4     | 3  | 1             | 0             | Inc.          | 1             | 0             | 0 | 1     | 18    | 16    | 1     | 1  | 90.74%      | 56      | 13      | +43     |         |         |         |         |
| Sporting CP Portugal         | Total               | Total               | 158   | 122  | 22   | 14   | -    | 34    | 27   | 1    | 6    | 36    | 14 | 11            | 11            | -             | 2             | 1             | 0 | 1     | 231   | 164   | 34    | 33 | 75.91%      | 510     | 199     | +311    |         |         |         |         |
| Manchester United Inglaterra | 1.ª                 | 2024-25             | 27    | 7    | 6    | 14   | 15.º | 4     | 1    | 2    | 1    | 11    | 8  | 2             | 1             | 2.º           | -             | -             | - | -     | 42    | 16    | 10    | 16 | 46.04%      | 67      | 63      | +4      |         |         |         |         |
| Manchester United Inglaterra | 1.ª                 | 2025-26             | 1     | 0    | 0    | 1    | -    | 0     | 0    | 0    | 0    | -     | -  | -             | -             | -             | -             | -             | - | -     | 1     | 0     | 0     | 1  | 0%          | 0       | 1       | -1      |         |         |         |         |
| Manchester United Inglaterra | Total               | Total               | 28    | 7    | 6    | 15   | -    | 4     | 1    | 2    | 1    | 11    | 8  | 2             | 1             | -             | -             | -             | - | -     | 43    | 16    | 10    | 17 | 44.96%      | 67      | 64      | +3      |         |         |         |         |
| Total en su carrera          | Total en su carrera | Total en su carrera | 206   | 145  | 31   | 30   | -    | 40    | 30   | 3    | 7    | 49    | 22 | 13            | 14            | -             | 2             | 1             | 0 | 1     | 298   | 198   | 47    | 53 | 71.7%       | 631     | 283     | +348    |         |         |         |         |
| 1. 2. 3.                     |                     |                     |       |      |      |      |      |       |      |      |      |       |    |               |               |               |               |               |   |       |       |       |       |    |             |         |         |         |         |         |         |         |

#### Resumen por competiciones
| Competición                  | Partidos | Ganados | Empatados | Perdidos | %      | Resultado        |
| ---------------------------- | -------- | ------- | --------- | -------- | ------ | ---------------- |
| Campeonato de Portugal       | 11       | 8       | 2         | 1        | 78.79% | Subcampeón       |
| Primeira Liga                | 167      | 130     | 23        | 14       | 82.43% | Campeón          |
| Copa de Portugal             | 18       | 12      | 1         | 5        | 68.52% | Subcampeón       |
| Copa de la Liga de Portugal  | 19       | 17      | 0         | 2        | 89.47% | Campeón          |
| Supercopa de Portugal        | 2        | 1       | 0         | 1        | 50%    | Campeón          |
| Premier League               | 28       | 7       | 6         | 15       | 32.14% | 15.º lugar       |
| FA Cup                       | 3        | 1       | 2         | 0        | 55.55% | Quinta ronda     |
| EFL Cup                      | 1        | 0       | 0         | 1        | 0%     | Cuartos de final |
| Liga de Campeones de la UEFA | 18       | 8       | 3         | 7        | 50%    | Octavos de final |
| Liga Europea de la UEFA      | 31       | 14      | 10        | 7        | 55.91% | Subcampeón       |
| TOTAL                        | 298      | 198     | 47        | 53       | 71.7%  | 6 Títulos        |

## Palmarés

### Como jugador

#### Títulos nacionales
| Título                      | Club          | País     | Año     |
| --------------------------- | ------------- | -------- | ------- |
| Copa de la Liga de Portugal | S. L. Benfica | Portugal | 2008-09 |
| Primeira Liga               | S. L. Benfica | Portugal | 2009-10 |
| Copa de la Liga de Portugal | S. L. Benfica | Portugal | 2009-10 |
| Copa de la Liga de Portugal | S. L. Benfica | Portugal | 2010-11 |
| Copa de la Liga de Portugal | S. C. Braga   | Portugal | 2012-13 |
| Primeira Liga               | S. L. Benfica | Portugal | 2013-14 |
| Copa de la Liga de Portugal | S. L. Benfica | Portugal | 2013-14 |
| Copa de Portugal            | S. L. Benfica | Portugal | 2013-14 |
| Supercopa de Portugal       | S. L. Benfica | Portugal | 2014    |
| Primeira Liga               | S. L. Benfica | Portugal | 2014-15 |
| Copa de la Liga de Portugal | S. L. Benfica | Portugal | 2014-15 |

### Como entrenador

#### Títulos nacionales
| Título                      | Club           | País     | Año     |
| --------------------------- | -------------- | -------- | ------- |
| Copa de la Liga de Portugal | S. C. Braga    | Portugal | 2019-20 |
| Copa de la Liga de Portugal | Sporting C. P. | Portugal | 2020-21 |
| Primeira Liga               | Sporting C. P. | Portugal | 2020-21 |
| Supercopa de Portugal       | Sporting C. P. | Portugal | 2021    |
| Copa de la Liga de Portugal | Sporting C. P. | Portugal | 2021-22 |
| Primeira Liga               | Sporting C. P. | Portugal | 2023-24 |